# Буйвало Олександр Миколайович
Олекса́ндр Микола́йович Буйвало (нар. 18 липня 1986 — 3 вересня 2014) — старший сержант Збройних сил України, учасник російсько-української війни.

## Життєпис
Народився 1986 року в селі Товста на Сумщині, де у 2003 році закінчив школу. Навчався у Сумському професійному училищі № 2 за фахом оператора верстатів з програмним книгодрукуванням, з липня 2005 — в Сумській автошколі.
Був одним із будівельників Донецького міжнародного аеропорту.
15 жовтня 2010 року підписав контракт зі Збройними силами України, служив у 9-й артилерійській батареї 27-го Сумського реактивного артилерійського полку, старший сержант, старший технік.
У зв'язку з російською збройною агресією проти України 9 липня 2014 року відряджений до зони проведення антитерористичної операції.
3 вересня 2014-го загинув під час обстрілу базового табору 27-го полку поблизу с. Побєда з території Російської Федерації із РСЗВ БМ-30 «Смерч». З того часу вважався зниклим безвісти.
За рішенням Зарічного районного суду м. Суми від 22.12.2015 року визнаний загиблим (пропав безвісти). Ідентифікований 6 серпня 2018 року за ДНК знайдених решток тіла.
Похований 16 серпня 2018 року на Алеї Слави центрального міського кладовища міста Суми.
Без Олександра лишились мати Надія Іванівна, двоє братів, дружина та двоє дітей.

## Нагороди та вшанування
- За особисту мужність і високий професіоналізм, виявлені у захисті державного суверенітету та територіальної цілісності України, вірність військовій присязі нагороджений орденом «За мужність» III ступеня (18.05.2016, посмертно)[5].
- У вересні 2016 в с. Товста на будівлі Товстянського НВК «ЗОШ І-III ступенів — ДНЗ» відкрито меморіальну дошку на честь випускника школи Олександра Буйвала[6].
- Його портрет розміщений на меморіалі «Стіна пам'яті полеглих за Україну» у Києві: секція 4, ряд 7, місце 9
- Вшановується в меморіальному комплексі «Зала пам'яті», в щоденному ранковому церемоніалі 3 вересня[7]